# Судолек
Судолек (пол. Sudołek) — село в Польщі, у гміні Палечниця Прошовицького повіту Малопольського воєводства.
Населення — 183 особи (2011).
У 1975-1998 роках село належало до Келецького воєводства.

## Демографія
Демографічна структура станом на 31 березня 2011 року:
|          | Загалом | Допрацездатний вік | Працездатний вік | Постпрацездатний вік |
| -------- | ------- | ------------------ | ---------------- | -------------------- |
| Чоловіки | 89      | 21                 | 55               | 13                   |
| Жінки    | 94      | 25                 | 46               | 23                   |
| Разом    | 183     | 46                 | 101              | 36                   |